# Wilmar Dias
Vilmar Orlando Dias (Florianópolis, 17 de abril de 1916 – Rio de Janeiro, 13 de novembro de 1990) foi um advogado e político brasileiro.
Filho de Manuel Dias e de Alda Lemos Dias. Casou com Alcinoé Oliveira Dias, com quem teve dois filhos.
Bacharel pela Faculdade de Direito de Santa Catarina em 1936.
Foi candidato à Assembleia Legislativa de Santa Catarina nas eleições de outubro de 1950, na legenda do Partido Social Democrático (PSD), ficando com a primeira suplência de sua bancada. Convocado, exerceu o mandato de 1951 a 1954, na 2ª Legislatura (1951-1955). Em outubro de 1958 foi eleito primeiro suplente de deputado federal por Santa Catarina na legenda do PSD, assumindo uma cadeira na Câmara em junho de 1960. No final da legislatura, em 31 de janeiro de 1963, deixou a Câmara dos Deputados.